# Gilberto Agustoni
Gilberto Agustoni (Schaffhausen, 26 juli 1922 – Rome, 13 januari 2017) was een Zwitsers geestelijke en een kardinaal van de Rooms-Katholieke Kerk.
Agustoni werd op 20 april 1946 priester gewijd. Hij werkte vanaf 1970 voor de Romeinse Curie. Op 18 december 1986 werd hij benoemd tot secretaris van de Congregatie voor de Clerus en tot titulair aartsbisschop van Caorle. Zijn bisschopswijding vond plaats op 6 januari 1987. In 1992 werd hij benoemd tot (pro-)prefect van de Hoogste Rechtbank van de Apostolische Signatuur, de hoogste kerkelijke rechtbank.
Tijdens het consistorie van 26 november 1994 werd Agustoni kardinaal gecreëerd, met de rang van kardinaal-diaken. Zijn  titeldiakonie werd de Santi Urbano e Lorenzo a Prima Porta.
Agustoni ging op 5 oktober 1998 met emeritaat.
In 2005 werd Agustoni bevorderd tot kardinaal-priester; zijn titeldiakonie werd ook zijn titelkerk pro hac vice. Vanwege zijn leeftijd was hij niet meer gerechtigd deel te nemen aan de conclaven van 2005 en 2013.
- Gemeinsame Normdatei: 1055959939
- Historisch woordenboek van Zwitserland: 023279
- Istituto Centrale per il Catalogo Unico: TO0V657816
- Virtual International Authority File: 309724594
- WorldCat: E39PBJqVYWCQTt4hx9jkBMFVG3